# سنخي المسام
سنخي المسام (الاسم العلمي: Alveopora) هو جنس من المرجان الحجري الاستعماري في عائلة قميات المسام. أعضاء هذا الجنس أصيلون في منطقة المحيطين الهندي والهادئ وغالبًا ما يُعثر عليها على منحدرات الشعاب المرجانية في المياه العكرة. وهي نادرة بشكل عام.